# Зима над миром (роман)
«Зима над миром» — фантастический роман американского писателя Пола Андерсона. Опубликован в 1976 в твёрдой обложке издательством Doubleday. В 1984 и в 1986 роман номинировался на премию «Прометей».

## Описание сюжета
События романа происходят в отдалённом будущем Земли, после краха современной цивилизации в ходе обмена ядерными ударами и наступившего после этого ледникового периода. Человечество отброшено назад, однако ему удалось поставить на службу в ограниченных масштабах пар, электричество, огнестрельное оружие. Нарастает напряжённость, происходят локальные стычки между Рагидской империей и Киллимарайхом. Рагидская империя, занимающая территорию Центральной Америки, находится на пике подъёма, под управлением захвативших власть кочевников-барромцев. Рагидийцы захватывают вечный город Арванетт, лежащий на юге бывших США, севернее империи, расширяют экспансию в Южную Америку и на острова Карибского моря, что беспокоит демократический Киллимарайх, под властью которого находится восточная часть Австралии и несколько островов Тихого океана. Однако все попытки рагидийцев колонизировать Северную Америку, населённую варварами-рогавиками, которых никому не удавалось покорить, проваливаются. Рогавики не имеют никаких государственных институтов, живя родами и ведя кочевой образ жизни, ограничивают рост населения и при этом имеют высокий уровень искусств и ремесёл.
Глава Ножевого Братства Касиру предупреждает главу рода рогавиков Хервар Донию о планируемом воеводой барромцев Сидиром наступлении на Север. Дония прибывает в Арванетт, где встречается с агентом Людей Моря (Киллимарайха) Джоссереком Дэрреном. Барромцы устраивают облаву, Дония попадает в плен, она и Сидир становятся любовниками. Используя Арванетт в качестве базы, Сидир разворачивает наступление по реке Становой на Север, его цель – Неведомый Рунг, последний уцелевший город Древних, неисчерпаемый источник готового металла. Дэррен завербовывается матросом на флагман Сидира. Узнав о плане Сидира перебить дикие стада, являющиеся для северян основным источником пищи, Дония с помощью Джоссерека совершает побег. Им удаётся консолидировать северян, которые при поддержке Киллимарайха и Ножевых Братств захватывают Арванетт. Сидир, достигнувший Рунга и вечных льдов, стремится обратно, чтобы отбить Арванетт, его закалённая в боях армия встречает северян у острова Рог Нецха. Однако Люди Моря минируют лёд, по которому наступают рагидийцы, вся их армия погибает в водах Становой. Джоссерек, разгадавший тайну рогавиков, пишет прощальное письмо своей любимой Донии.